# Đại học Ljubljana
Đại học Ljubljana (tiếng Slovenia: Univerza v Ljubljani, viết tắt: UL, tiếng Latin: Universitas Labacensis) là trường đại học lâu đời nhất và lớn nhất ở Slovenia. Với hơn 63.000 sinh viên theo học đại học và sau đại học, đây là một trong những trường đại học lớn nhất ở châu Âu.
Mặc dù các học viện nhất định (đặc biệt là triết học và thần học) đã được thành lập làm các cơ sở giáo dục được chỉ huy bởi Dòng Tên vào đầu thế kỷ 17, trường đại học này đã được thành lập lần đầu tiên năm 1810 dưới tên gọi Ecoles centrales' bởi chính quyền Đế quốc Pháp của các tỉnh Illyria. Trường đại học đã bị giải tán năm 1813, khi Chính phủ Áo giành lại kiểm soát.
Trong nửa sau của thế kỷ 19, đã có nhiều yêu sách chính trị cho việc thành lập trường đại học tiếng Slovenia ở Ljubljanả. Họ đã đạt được đà trong thời đại fin de siècle, khi một số lượng đáng kể những nhà học thuật người Slovenia làm việc trên khắp Trung Âu, trong khi con số đông đảo hơn các sinh viên Slovenia đã ghi danh vào trường đại học tiếng nước ngoài của Đế quốc Áo-Hung, đặc biệt là tại các vùng đất Áo và Séc (Đại học Charles ở Praha hoặc Đại học Olomouc, trong đó triết gia nguwif Slovenia Franc Samuel Karpe trở thành hiệu trưởng vào năm 1781). Trong thập niên 1890, một hội đồng quản trị thống nhất cho việc thành lập một trường đại học Slovenia được thành lập, với Ivan Hribar, Henrik Tuma, và Aleš Ušeničnik là các nhà lãnh đạo chính của trường. Năm 1898, nghị viện vùng Carniola thành lập một quỹ học bổng cho tất cả những sinh viên đã được lập kế hoạch cho một chuẩn bị có đủ tư cách với điều kiện là họ sẽ chấp nhận một vị trí ở Đại học Ljubljana khi trường thành lập. 